# 人权战线
人权战线（英語：Human Rights Campaign，缩写HRC）是美国最大的LGBT民事权利倡导团体和政治游说组织。

## 组织结构
人权战线是两个单独的的非营利组织和一个政治行动委员会的联盟组织。第一个非营利组织是是人权战线基金会，一个聚焦于研究、倡导和教育的501(c)(3)组织。第二个非营利组织是人权战线，同样是一个501(c)(4)组织。它通过游说国家和州的官和国会员赞同支持LGBT的法案，或者动员其成员参与草根运动，聚焦于促进女同性恋、男同性恋、双性恋和跨性别（LGBT）人群的社会福利。最后一个是人权战线政治行动委员会，旨在支持那些拥护该委员会的关于LGBT权益的立场的候选人。

### 领导人员
人权战线的领导人员包括主席查得·格里芬。 人权战线的工作由以下三个董事会支持：指导委员会，该组织的主管部门；人权战线基金会的董事会，掌管基金会的财政并制定基金会的官方政策；理事会，掌管从地方到全国的组织。这三个董事会都是由来自全国的志愿者构成的。

## 工作
人权战线的优先任务包括：仇恨罪行和艾滋病的预防；促进同性伴侣的医疗福利、婚姻和收养权利；为联邦的《禁止就业歧视法案》和反性别认同歧视的法律游说；反对校内殴打同性恋者的行为；以及与异性恋同盟、族群、宗教领袖和青年人建立联系。
人权战线基金会为不同的领域提供教育资源和出版服务，包括出柜、跨性别议题、LGBT相关医疗话题，也为LGBT人群面临的工作场所问题提供信息，特别是“企业平等指数”。该组织同样维护许多资源，包括LGBT父母养育、宗教和信仰议题、外来移民和青年发展协助。
人权战线基金会的“出柜”项目为那些正在出柜的人提供信息。
人权战线为了仇恨罪行的法律和反歧视游说，并且为努力使马修·谢巴德和詹姆斯·伯德，Jr.预防仇恨犯罪法案获得通过，以扩展联邦的仇恨罪法律，允许美国司法部调查并控告起因为被害人的实际或被感知的性别、性取向、性别认同或残疾。人权战线前主席乔·索尔蒙内赛认为这项法律是“历史的里程碑”，该法律的通过标志着“我们作为一个国家首次明确地在法律中保护LGBT社群。”
该组织在健康议题的工作传统上聚焦于响应艾滋病和HIV病毒的流行。近年来，人权战线已经为LGBT雇员、患者和他们的家庭处理了医疗环境中的歧视问题。自从2007年起，人权战线基金会已经发表了“医疗平等指数”，来评价医院的诸多问题，比如患者和雇员反歧视政策、雇员文化能力培训和医院的LGBT患者的家庭的探视权。 自2013年起，在旧金山的加利福尼亚大学是美国唯一一个达到该指数满分的机构。人权战线的游说者和奥巴马政府一起，扩大医院的同性伴侣探视权。 2012年，人权战线宣布了影响广泛的“健康与衰老项目”的成立。该项目应对所有美国LGBT人群的健康问题和老年LGBT人群面临的特别挑战，包括歧视、虐待和孤独。
人权战线为废除“不问，不说”法律广泛地进行游说。该法律禁止男同性恋和女同性恋者在美国军队中公开自己的性取向。埃里克·阿尔瓦是一名同性恋美国海军陆战队士兵，他是第一个在伊拉克战争中受伤的美国士兵。自此以后，他成为了代表人权战线的发言人来废除这项法律，并被邀请在签署仪式上站在总统贝拉克·奥巴马的身后。

## 历史
史蒂夫·恩丁曾在1978年成立的“同性恋权益全国游说组织”工作，之后于1980年建立人权战线基金政治行动委员会，来为支持同性恋者的国会竞选者筹集资金。1983年，在当时华盛顿重要的LGBT权益活动家维克·巴希尔被选举为第一任执行董事。1986年10月，人权战线基金会作为一个非盈利组织宣告成立。除了其他方面，人权战线基金会为有同性恋、双性恋或跨性别的父母和/或儿童的家庭提供帮助，为需要的人提供医疗和寻求工作场所的平等。

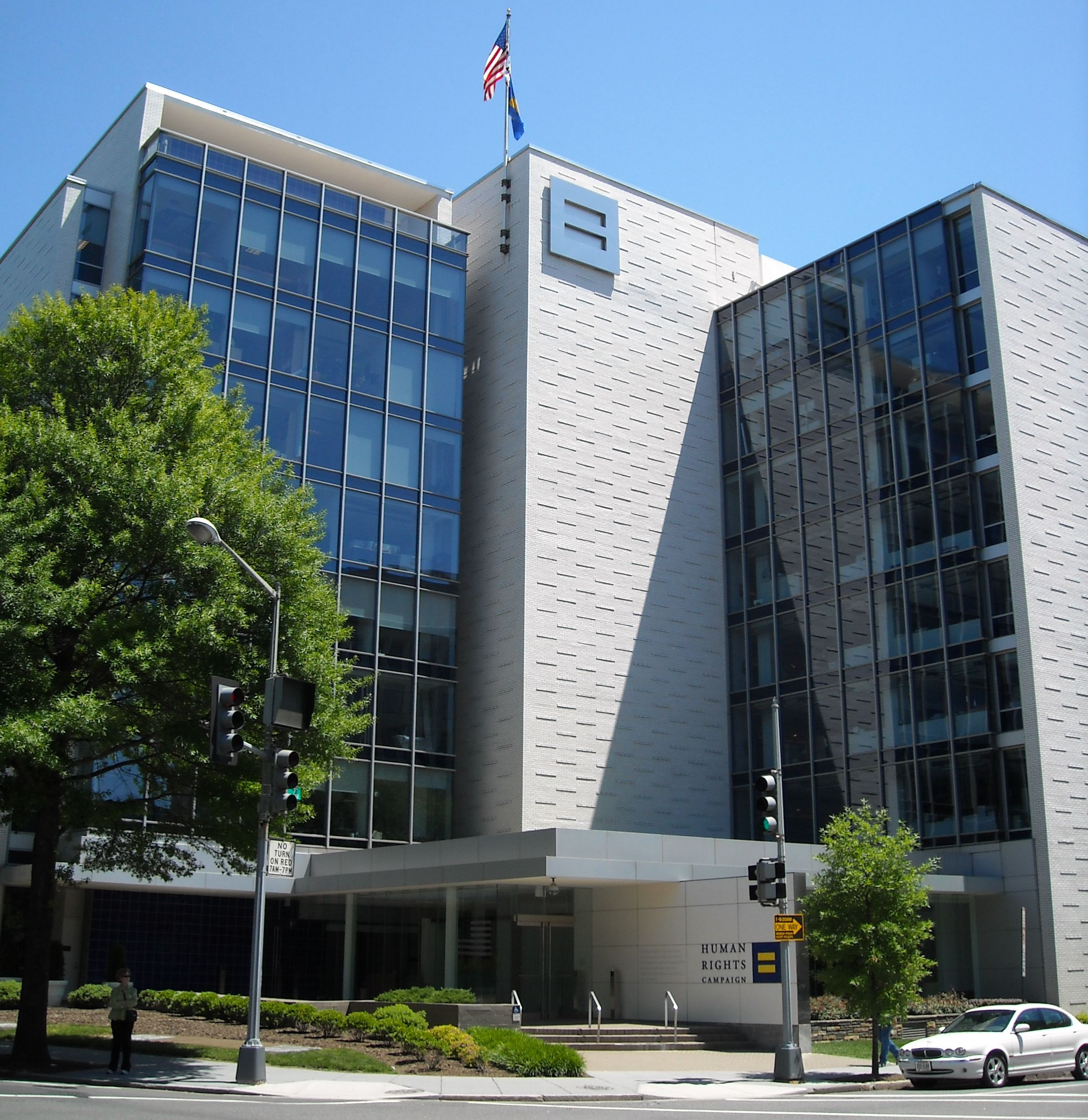
在华盛顿的人权战线总部

1989年1月，巴希尔宣布离任。人权战线对其政治行动委员会的功能进行扩展，新加入了游说、研究、教育和媒体推广。人权战线确定了一个新的“目的声明”：
|  | 为提升男女同性恋社群的社会福利，我们在联邦、州和地方的层面起草、支持和影响立法与政策。 |

蒂姆·麦克菲利毕业于哈佛法学院，是波士顿同性恋者政治联盟的建立者，也是新英格兰人权战线委员会的共同主席。他被选举为新执行董事。在那时，所有的会员人数约为25000。
1992年，人权战线第一次赞同了一位总统候选者，比尔·克林顿。1993年3月，人权战线启动了一个新项目，叫做“国家出柜日”。自1995年1月至2004年1月，伊丽莎白·伯奇担任人权战线的执行董事。在她的领导下，人权战线的会员数量翻了四倍多，达到五十万。
1995年，这个组织删去了名字中的“基金”，更名为人权战线。同年，它进行了一次彻底的重组。人权战线基金会增加了新的项目，比如“工作场所项目”和“家庭项目”，人权战线也扩充了它的研究、交流、市场营销和公共关系的功能。该组织也揭幕了新的标志，一个蓝色方框中有一个黄色平等标志。这已经成为了LGBT社群中辨识度最高的标志之一。
2002年，人权战线在华盛顿哥伦比亚特区购置了一处总部大楼。这个大楼位于罗德岛大道1640号，曾经是国际圣约之子会的总部。人权战线重新装修了大楼并于2003年入驻。

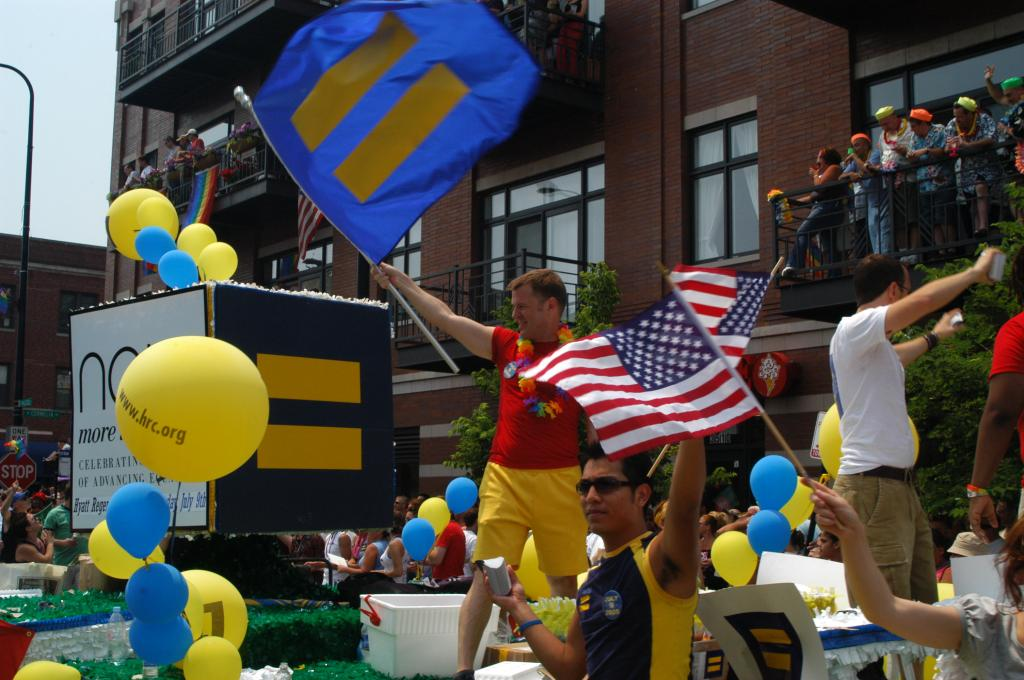
人权战线在很多与LGBT相关的活动中经常出现，比如芝加哥骄傲游行，如上所示。

作为华盛顿千禧年大游行的周边活动的一部分，人权战线基金会赞助了一场在华盛顿的肯尼迪纪念球场举行的筹款音乐会，于2000年4月29日举行。这场音乐会被宣传为结束仇恨犯罪，“平等摇滚”纪念了仇恨罪的受害者和他们的家庭，比如演讲嘉宾丹尼斯和朱蒂·谢巴德，他们都是马修·谢巴德的父母。超过45000人 参加了这一活动，包括梅丽莎·埃瑟里奇、加斯·布鲁克斯、宠物店男孩、凯蒂莲、内森·雷恩、洛福斯·温莱特、Albita Rodriguez和夏卡·康。
伊丽莎白·伯奇的继任者是谢丽尔·雅克，她在担任执行董事后仅11个月就于2004年11月辞职。在人权战线发表的声明中，雅克说她辞职的原因是“管理理念上的分歧”。
2005年3月，人权战线宣布任命乔·索尔蒙内赛为主席，把他描述为一个“有着无与伦比的历史成就，是国家的先驱强势候选者”，并且对“持有不同政治观点和意识形态的美国人”都有吸引力。
人权战线在2005年发起了“宗教和信仰项目”以动员神职人员为LGBT人群呼吁倡导，帮助组建“哥伦比亚特区的神职人员为婚姻平等联合”来推动哥伦比亚特区同性婚姻的立法。 2010年3月10日，第一个在哥伦比亚特区被法律承认的同性婚姻的仪式在人权战线的总部举行。
2007年8月9日，人权战线和美国标志电视台共同为2008年民主党致力于LGBT议题的总统竞选人主持了一个论坛。
人权战线在2008年大选中的“获胜之年”的运动中耗资七百万美元，是该组织历史上最大规模的选举运动。
2010年，人权战线游说废除美国对于HIV感染者进入本国旅行或移民的禁令，表明需要“反对针对艾滋病的经常误导公共政策的污名和忽视”。
2011年9月，索尔蒙内赛被宣布2012年合同到期后将不再担任主席。尽管有人推测前亚特兰大地方议会主席凯茜·伍拉德会被任命，然而2012年3月2日公布的继任者是“美国平权基金会”的共同创始人查得·格里芬。他于2012年6月11日上任。
在2012年，人权战线执行了最大规模的动员行动，筹集捐献了两千万美元以支持奥巴马总统的连任，并促进婚姻平等和其它选举的重要事项。大选之后的一天，华盛顿邮报强调人权战线的重要作用，在华盛顿、缅因州、马里兰州和明尼苏达州的婚姻平权以及塔米·鲍德温的竞选和奥巴马的连任竞选等事件中贡献卓著。
2013年，人权战线组织了一个明信片运动，以支持《禁止就业歧视法案》。 阿拉斯加州的参议员丽莎·穆尔科斯基将这项运动归功于她支持该法案的投票。

### 年度资金筹集者
自1997年起，人权战线每年举办一个全国的晚宴，邀请著名演讲者，是每年人权战线最大的单个资金筹集活动。2009年，总统贝拉克·奥巴马在人权战线第13次年度全国晚宴上向大约三千位来宾致辞。
奥巴马在他的演讲中重申了他废除“不问不说”法律和《捍卫婚姻法案》并通过《禁止就业歧视法案》的承诺。他同样在2011年发表了主旨演讲，重申他废除《捍卫婚姻法案》并通过《禁止就业歧视法案》，而且反对欺凌LGBT青年的承诺。其他历次晚宴上的重要演讲者包括比尔·克林顿、马娅·安杰卢、Kweisi Mfume、乔·利伯曼、希拉里·克林顿、理查德·盖法特、约翰·路易斯、罗茜·奥唐纳、南希·佩洛西、提姆·冈恩、苏西·欧曼、莎莉·菲尔德、科里·布克和贝蒂·德杰尼勒斯。。

### 人权战线的历史档案
人权战线的历史档案自2004年起都被保存在康奈尔大学图书馆里。这些档案包括战略计划文档、传真、会议记录、电子邮件、新闻稿、海报和竞选徽章。这些档案文件占用了2.4立方米（284立方英尺），名叫“人类的性取向收藏”，是这家图书馆“稀有的手稿收藏分部”中第二大的。2007年2月，这些档案文件对图书馆的学者开放，部分档案被安排在网上展示，叫做“25年的政治影响：人权战线的档案”。

## 奖项
人权战线为致力于LGBT工作的杰出个人颁发一系列奖项。除了来自全国性组织的奖项，地方分会也颁发他们自己的奖项。这些奖项一般在全国或地方分会年度晚宴时颁发。

### 可见度奖获奖者
- Greg Rikaart（2014年，全国）
- 拉娜·沃卓斯基（2012年，旧金山）
- 李·丹尼尔斯（2010年，全国）

### 平等同盟奖获奖者
- 萨拉·拉米雷兹（英语：Sara Ramirez）（2015年，亚利桑那州）
- 珍妮弗·洛佩兹（2014年，全国）
- 乌比·戈德堡（2013年，全国）[45]
- 莎莉·菲尔德（2012年，全国）、珍妮佛·贝尔（2012年，芝加哥）
- 迈克尔·布隆伯格（2011年，全国）
- 粉红佳人（2010年）

### 平等奖
- 美国全国有色人种协进会和该组织的主席本杰明·杰勒斯（英语：Ben Jealous）（2012年，全国）
- 苏斯·欧曼（英语：Suze Orman）（2008年，全国）

### 人权战线终生成就奖
- 特里·宾恩（英语：Terry Bean）（2008年，全国）

### 工作场所平等创新人权战线奖
- 波士顿咨询公司和高盛（2011年，全国）
- 金顿普酒店集团（英语：Kimpton Hotels & Restaurants）和瑞士信茂集团（2010年）
- 凯易律师事务所（英语：Kirkland & Ellis LLP）和波音（2009年，全国）

## 标志
人权战线的官方标志在1995年启用，是一个蓝色方框中有一个黄色平等标志。这个标志在1995年由设计公司Stone Yamashita设计，时任执行董事伊丽莎白·伯奇被这款设计吸引。人权战线（当时是人权战线基金）之前的标志是程式化的燃烧着的火炬。 人权战线把印有他们的标志的旗子叫做“平等之旗”。

### 婚姻平等标志

用红色填充的人权战线的标志，来表示对同性婚姻的支持。

人权战线的平等标志用红色填充，来表示支持同性婚姻。红色意味着爱情，人权战线与2013年3月25日在社交网络上分享了他们的标志的红色版本，要求支持者们转发分享，支持婚姻平等。当时美国最高法院正在审理两个案件：美国诉温莎案和霍林斯沃斯诉佩里案。这个标志如病毒般扩散，仅在3月26日，Facebook上将资料照片更换为平等标志的用户增长了120%。名人如乔治·武井、碧昂斯、索菲亚·布什、帕德玛·拉克施密、玛莎·斯图尔特、麦可莫、莱恩·路易斯和艾伦·德杰尼勒斯都与他们上百万的粉丝在社交网络上分享了这个标志，还有政治家如参议员克莱尔·麦卡斯基尔、杰伊·洛克菲勒和凯·黑根也做了同样的事。
正当这个标志流行之时，无数的模因被创造。高知名度的品牌和大公司通过对人权战线标志的创意再现展示了他们对于婚姻平等的支持。这些支持者包括Bud Light、Bonobos、fab.com、凯尼斯·柯尔、欧舒丹、美宝莲、绝对伏特加、马克·雅各布斯、斯米诺伏特加、Martha Stewart Weddings和HBO的真爱如血。
主要纸媒和网络媒体报道了这项疯狂流行运动的成功，包括MSNBC 、《时代》、Mashable和《华尔街日报》 。

## 组织领导
下列人领导过人权战线：
执行董事
1. 维克·巴希尔（英语：Vic Basile）（1983-1989）
2. 蒂姆·麦克菲利（英语：Tim McFeeley）（1989-1995）
3. 伊丽莎白·伯奇（英语：Elizabeth Birch）（1995-2004）

主席
1. 谢丽尔·雅克（英语：Cheryl Jacques）（2004-2005）
2. 乔·索尔蒙内赛（英语：Joe Solmonese）（2005-2012）
3. 查得·格里芬（英语：Chad Griffin）（2012至今）

## 批评
针对人权战线的批评主要是偏爱民主党。安德鲁·苏利文是一名同性恋政治专栏作家和博客写手，曾批评人权战线为“民主党的赞助翅膀”。该组织回应说：“没有人比托尼·伯金斯和詹姆斯·杜布森更高兴安德鲁·苏利文在做什么了。”这两个人是LGBT社群中社会保守主义的领导者，也是直率的批评者。
人权战线在1998年纽约市共和党员Al D'Amato的参议院议员连任竞选时的代言，招致了更多地批评。人权战线解释说他对于《禁止就业歧视法案》的通过和“不问，不说”法律的废除表示支持。然而，很多开明的LGBT领导人并不欢迎他的保守姿态，包括他对于平权法案和堕胎的反对。
人权战线也因为夸大了成员数量以增加政治影响力而被指责。 人权战线前主席乔·索尔蒙内赛回应称，“成员资格不只是做贡献……还有发送邮件给一些官员，志愿服务的时间或游说国会成员”，而且超过半数的成员在过去两年中做出了贡献。 早些时候，人权战线发言人史蒂文·费希尔表示成员资格包括任何捐献过1美元以上的人。
一些跨性别人士批评人权战线对于《禁止就业歧视法案》的2007年版本的姿态。这个版本把性取向列为被保护的类别，但排除了性别认同和性别表达。当共和党员巴尼·弗兰克提交法案时，人权战线没有正式地批评或反对。 此后人权战线前主席乔·索尔蒙内赛在跨性别人士“南方安慰大会”上说，人权战线“反对任何不完全包含的法案”。 人权战线之后解释说它不能积极地支持一个不完全包含的法案，但是也不反对，因为这项法案会在策略上从长远推动通过包括跨性别人士的《禁止就业歧视法案》。然而，在一封致美国众议院的信中，人权战线表达了对法案的支持，表示人权战线尽管“对《禁止就业歧视法案》的现有版本极为失望……我们感激我们的同盟的……坚定的支持……哪怕当他们被迫……做出以尺衡量而不是以丈衡量的进步。”
2014年，长期的婚姻平等活动家沈娜·贝洛斯被提名为代表缅因州的美国参议院议员。人权战线支持了她的对手，在职的共和党参议员苏珊·科林斯，是一个此前没有支持婚姻平等的议员。不过，克里斯之后澄清了她的观点，支持LGBT婚姻平等。

## 参阅
1. ↑  . CNN. 2007-08-10  [2011-02-24]. （原始内容存档于2010-10-17）.
2. ↑  . hrc.org. Human Rights Campaign.   [2012-08-24]. （原始内容存档于2015-11-22）.
3. ↑  . hrc.org. Human Rights Campaign.   [2012-08-24]. （原始内容存档于2020-08-05）.
4. ↑  . guidestar.org. GuideStar.   [2012-08-24]. （原始内容存档于2020-03-23）.
5. ↑  . hrc.org. Human Rights Campaign.   [2012-08-24]. （原始内容存档于2015-10-11）.
6. ↑  Harmon, Andrew. . The Advocate. 2012-03-02  [2012-03-02]. （原始内容存档于2012-03-04）.
7. ↑  . hrc.org. Human Rights Campaign.   [2012-08-24]. （原始内容存档于2012-08-24）.
8. ↑  . Human Rights Campaign.   [2012-02-21]. （原始内容存档于2014-06-06）.
9. ↑  .   [2015-06-19]. （原始内容存档于2021-02-12）.
10. ↑  .   [2015-06-19]. （原始内容存档于2015-11-13）.
11. ↑  .   [2015-06-19]. （原始内容存档于2014-02-28）.
12. ↑  .   [2015-06-19]. （原始内容存档于2013-05-22）.
13. ↑  .   [2015-06-19]. （原始内容存档于2012-06-18）.
14. ↑  . Agency for Healthcare Research and Quality. 2013-09-11  [2013-09-18]. （原始内容存档于2020-09-22）.
15. ↑  Shear, Michael D. . The Washington Post. 2010-04-16  [2015-06-19]. （原始内容存档于2021-02-14）.
16. ↑  . 2012-09-12  [2013-03-08]. （原始内容存档于2015-09-24）.
17. ↑  Branigin, William; Wilgoren, Debbi; Bacon Jr, Perry. . The Washington Post. 2010-12-22  [2015-06-19]. （原始内容存档于2020-11-20）.
18. 1 2  Bailey, Mark. . New York: Garland. 2000  [2015-06-19]. （原始内容存档于2012-02-13）.
19. ↑  .   [2015-04-01]. （原始内容存档于2015-11-22）.
20. ↑  Birch, Elizabeth. . Human Rights Campaign: 2–3. HRC Quarterly (Fall 1995)  [2015-06-19]. （原始内容存档于2012-02-13）.
21. ↑  Althafer, Emily. . University of Florida News: source: Adelisse Fontanet, xxx-1665 ext. 326.   [2012-02-22]. （原始内容存档于2006-09-16）.
22. ↑  . Human Rights Campaign.   [2012-02-22]. （原始内容存档于2015-11-12）.
23. ↑  . Human Rights Campaign.   [2013-05-23]. （原始内容存档于2015-11-04）.
24. ↑  . Human Rights Campaign.   [2012-02-22]. （原始内容存档于2015-11-17）.
25. ↑  . nyrock.com World Beat.   [2012-02-22]. （原始内容存档于2012-11-15）.
26. ↑  . Human Rights Campaign.   [2012-02-22]. （原始内容存档于2013-09-08）.
27. ↑  . Human Rights Campaign. 2005-03-09  [2012-02-22]. （原始内容存档于2014-02-28）.
28. ↑  Stewart, Nikita. . The Washington Post. 2009-12-18  [2015-06-19]. （原始内容存档于2020-03-23）.
29. ↑  Marimow, Ann E.; Alexander, Keith L. . The Washington Post. 2010-03-10  [2015-06-19]. （原始内容存档于2020-03-23）.
30. ↑  .   [2015-06-19]. （原始内容存档于2016-04-16）.
31. ↑  .   [2015-06-19]. （原始内容存档于2015-11-04）.
32. ↑  . Human Rights Campaign.   [2012-02-22]. （原始内容存档于2015-11-04）.
33. ↑  . Human Rights Campaign.   [2012-02-22]. （原始内容存档于2015-09-24）.
34. ↑  .   [2015-06-19]. （原始内容存档于2020-08-13）.
35. ↑  Chris Geidner. . Metro Weekly. August 27, 2011  [2015年6月19日]. （原始内容存档于2012年2月29日）.
36. ↑  Andrew Harmon. . The Advocate. March 2, 2012  [2015年6月19日]. （原始内容存档于2012年3月4日）.
37. ↑  .   [2013-03-08]. （原始内容存档于2013-02-02）.
38. ↑  Martel, Ned. . The Washington Post. 2012-11-08  [2013-03-08]. （原始内容存档于2020-03-23）.
39. ↑  Eilperin, Juliet. . The Washington Post.   [2014-11-03]. （原始内容存档于2015-05-13）.
40. 1 2  .   [2014-11-03]. （原始内容存档于2015-09-24）.
41. ↑  .   [2015-06-19]. （原始内容存档于2016-02-01）.
42. ↑  . hrcnationaldinner.org.   [2012-02-22]. （原始内容存档于2020-08-10）.
43. ↑  Lowery, George. (January 30, 2007) 25 years of gay-rights struggles traced in online exhibit （页面存档备份，存于） The Cornell Chronicle of Cornell University. Retrieved July 29, 2007.
44. ↑  Cornell University Library. 25 Years of Political Influence:The Records of the Human Rights Campaign （页面存档备份，存于） Cornell University. Retrieved July 29, 2007.
45. ↑  Whoopi Goldberg To Receive Human Rights Campaign's Ally For Equality Award http://www.huffingtonpost.com/2013/01/15/whoopi-goldberg-hrc-ally-for-equality-lgbt-rights_n_2479146.html （页面存档备份，存于） Retrieved November 26, 2014.
46. ↑  . Human Rights Campaign.   [2015-06-19]. （原始内容存档于2015-11-12）.
47. ↑  . Cornell University.   [2015-06-19]. （原始内容存档于2020-09-17）.
48. ↑  .   [2015-06-19]. （原始内容存档于2020-12-31）.
49. ↑  Thielman, Sam. . Adweek. 2013-03-28  [2013-06-09]. （原始内容存档于2016-11-28）.
50. ↑  Brettman, Allan. . The Oregonian. 2013-03-30  [2013-06-09]. （原始内容存档于2018-06-12）.
51. ↑  Maresca, Cara. . MSNBC.   [2013-04-18]. （原始内容存档于2013-08-05）.
52. ↑  Yang, Mackenzie. . Time. 2013-03-26  [2013-04-18]. （原始内容存档于2020-12-07）.
53. ↑  Fox, Zoe. .   [2013-04-18]. （原始内容存档于2020-10-07）.
54. ↑  Neal, Mann. . The Wall Street Journal.   [2013-04-18]. （原始内容存档于2020-09-17）.
55. ↑  Sullivan, Andrew. (February 19, 2007) The Human Rights Campaign (Blech) （页面存档备份，存于） The Atlantic Monthly. Retrieved July 29, 2007.
56. ↑  Sullivan, Andrew. "My Alliance with the Christianists" Theatlantic.com （页面存档备份，存于）
57. ↑  Perkins, Tony. . The Washington Post. 2010-10-11  [2012-02-22]. （原始内容存档于2013-07-23）.
58. ↑  Dodson, James. .   [2012-02-22]. （原始内容存档于2020-03-23）.
59. ↑  HRC hits back at blogger criticisms – Washington Blade （页面存档备份，存于） originally here （页面存档备份，存于）
60. ↑  Kaiser, Charles. (July 18, 2000) The D'Amato Factor （页面存档备份，存于） The Advocate. Retrieved February 22, 2012.
61. ↑  .   [2015-06-19]. （原始内容存档于2011-10-13）.
62. ↑  .   [2015-06-19]. （原始内容存档于2011-01-30）.
63. 1 2  HRC 'members' include all who ever donated $1 – Washington Blade （页面存档备份，存于） originally here （页面存档备份，存于）
64. ↑  Schindler, Paul. (October 4, 2007) HRC Alone in Eschewing No-Compromise Stand （页面存档备份，存于） Gay City News. Retrieved October 8, 2007.
65. ↑  . The Advocate. 2007-10-04  [2013-04-02]. （原始内容存档于2008-09-19）.
66. ↑  . EDGE Publications, Inc. 2008-07-22  [2011-03-25]. （原始内容存档于2013-01-21）.
67. ↑  Sandeen, Autumn. . pamhouseblend.com.   [2012-02-22]. （原始内容存档于2015-07-02）.
68. ↑   (PDF).   [2015-06-19]. （原始内容存档 (PDF)于2015-09-24）.
69. ↑  .   [2015-06-19]. （原始内容存档于2019-02-09）.